# Голубятня на жёлтой поляне
«Голубя́тня на жёлтой поля́не» — фантастический роман-трилогия Владислава Крапивина. Состоит из книг «Голубятня в Орехове», «Праздник лета в Старогорске» и «Мальчик и ящерка». Создан в 1982—1984 годах, первые две части первоначально были самостоятельными произведениями, сюжетные линии которых объединились в третьей. Публиковался частями в журнале «Уральский следопыт» в 1983—1985 годах, первое отдельное издание вышло в 1985 году.
Действие трилогии происходит в различных параллельных мирах, в которых разворачивается борьба добра со злом. Земной космонавт Ярослав Родин оказывается на планете, напоминающей мир его детства, и вместе с группой местных детей вовлекается в противостояние с могущественными пришельцами. Роман сочетает научно-фантастические, сказочные, фэнтезийные и реалистические мотивы; объединяет разнообразные причудливые сюжеты — от межзвёздных путешествий до революционной романтики, от рациональности до магии. В книге затрагиваются значимые для Крапивина темы одиночества и беззащитности ребёнка, проблемы неполной семьи и сиротства, вопросы рабской психологии, конформизма и мещанства, борьбы с тоталитаризмом. Некоторые идеи были в дальнейшем развёрнуты автором в цикле «В глубине Великого Кристалла».
Книга получила признание читателей начиная с журнальной публикации и впоследствии неоднократно переиздавалась. Критики отмечали увлекательные приключения, атмосферу лета, сказочные образы; недостатками назывались сюжетные неувязки и отсутствие цельности трилогии. В целом роман остаётся малоизученным литературоведами.

## Сюжет

### Голубятня в Орехове
Звездолётчик (скадермен) Ярослав Игоревич Родин (Яр) находится в очередном дальнем космическом поиске на корабле «СКДР-9» (суперкрейсер дальней разведки, сокращённо «скадер» или «эскадер»). Когда корабль находится в субпространстве и из всего экипажа бодрствует только Яр, на звездолёте появляется мальчишка, на вид — вполне обыкновенный земной подросток, назвавшийся Игнатиком (Тиком). Непостижимым образом он уводит Ярослава с корабля и перемещает на Планету, где знакомит со своими друзьями — Алькой, Читой и Данкой. Приключение, начавшееся как весёлая игра или неожиданное возвращение в детство, заканчивается трагически: старая Крепость, где Яр с ребятами укрываются от странной катастрофы — Нашествия, рушится.
Яр уверен, что он один остался в живых. Он отправляется на пароходе по Реке, сходит на другом берегу, вблизи Пустого Города, и в Городе неожиданно находит живого Игнатика, которому удалось выбраться по подземному ходу и оказаться на другом берегу реки. Вместе они отправляются к морю, где Яр поступает на работу, а Тик поселяется у живущей здесь тётки. Героев находят «Те, которые велят». Игнатика запугивают и настойчиво советуют прекратить контакты с Яром. Мальчик бежит на поезде до станции Мост, Яр отправляется за ним. Те, которые велят настойчиво рекомендуют Яру убираться с планеты, но не могут заставить его это сделать. Яр узнаёт из разговора с одним из Тех, что вся их деятельность подчинена одной цели — созданию мыслящей галактики. В целях этого проекта устраиваются Нашествия и прочие катастрофы. Собеседник проговаривается, что после обвала крепости выжил не только Игнатик. Яру не удаётся догнать Тика — мальчик гибнет в пути, и Яр успевает только к его могиле.
Вскоре Яр встречает Альку, который тоже выжил и попал в школу-интернат на другом берегу. Яр и Алька возвращаются в Орехов, где находят Читу и Данку живыми. Яр, чувствуя себя сломленным и переживая из-за гибели Игнатика, думает вернуться на корабль и неожиданно попадает туда: автобусная дверь превращается в дверь гермошлюза. Альке удаётся повторить чудо, ранее сделанное Тиком: он пробивается на крейсер и возвращает Яра на Планету (на Планете прошло три месяца, а на крейсере — несколько минут). Друзья собираются жить дальше на Планете и бороться с Теми, которые велят. Чита надеется, что Игнатик жив. Он считает, что Те, которые велят, разыграли спектакль, чтобы вынудить Яра покинуть планету, и держат Тика взаперти. Чита с Яром пробираются на заброшенный почтамт и через имеющуюся там аварийную радиостанцию зовут Игнатика. Чита считает, что Тик, где бы он ни был, услышит зов благодаря своим способностям. Сразу после выхода в эфир на Читу и Яра нападает один из Тех, кто велят («Наблюдатель»). Никакое оружие не берёт Наблюдателя, даже излучатель, захваченный Яром с корабля при уходе; противник уничтожается обыкновенным детским мячиком. Оставленная дежурными на подоконнике свечка вдруг загорается сама собой.

### Праздник лета в Старогорске
Земля, 210 год космической эры, провинциальный Старогорск, летние каникулы. Двое приятелей — Гелька Травушкин и Юрка — знакомятся со скрипачом Янкой, роботом Ерёмой и молодым журналистом Глебом Вяткиным. Глеб приехал из неизвестного города Колыч на странном поезде (с табличками «Ст. Мост – ст. Мост», без проводников и пассажиров) и поселился в старом вагоне на запасном пути. От Ерёмы, мечтающего собрать робота-ребёнка Ваську, они узнаю́т о существовании «двигателя типа В», источником энергии для которого является «искорка», и решают сделать Ерёме искорку. Когда план удаётся и искорка, напоминающая миниатюрную модель спиральной галактики, создана, обнаруживается, что какие-то странные существа очень хотят её заполучить. Во время летнего праздника существо в облике клоуна пытается отнять искорку у Гельки. Ерёма, что-то узнавший про противников, гибнет при обстоятельствах, напоминающих умышленное убийство — его разбивает на куски удар металлического прута, появившегося из проходящего по станции неизвестного электровоза.
Перепуганный гибелью робота, начальник станции требует от ребят и Глеба убираться из вагона. Последнюю ночь перед выселением вся компания проводит в вагоне. С помощью искорки герои сдвигают вагон с места, выезжают в нём со станции и едут неизвестно куда. Ночь продолжается неестественно долго. Юрка рассказывает о давнем разговоре с матерью, из которого он заключил, что его отец — скадермен. Герои добираются до развилки где-то в степи — вероятно, до точки, где соединяются разные миры. Глеб решает, что в своём мире ему нечего делать, и отправляется по путям дальше, в неизвестность. Юрка срывается и уходит с ним «в бесконечность», надеясь, что там, в неведомом мире, «в путанице пространств и времён» ему удастся найти отца. Гелька и Янка отправляют искорку на бумажном голубке вслед ушедшим друзьям и возвращаются по путям назад. Обернувшись перед уходом, они обнаруживают, что оставленный вагон исчез, как будто его никогда не было. В старой куртке, взятой из вагона, они находят записки Глеба и полные чертежи робота Васьки, решают разобраться и построить Ваську.

### Мальчик и ящерка
Книга начинается с рассказа о мальчике с Планеты, сыне одного из учителей Морского лицея, жившем там с родителями. Мальчик играет с маленькой ручной ящерицей. Действие происходит за сорок лет до событий первой части, в Морском лицее, который стал приютом для детей-сирот. Мальчишки тайком пробираются в Пустой Город (что категорически запрещено), узнают тайну ветерков, часть из них становится ветерками. Несколько воспитанников, которых выследили надзиратели, арестовывают. Ребята решают отбить арестантов силой. Мальчик подсказывает своим новым друзьям, где можно взять оружие.
Планета, Орехов, время после завершения событий «Голубятни в Орехове», канун Нового года. Ярослав Родин работает директором школы, где учатся его юные друзья. В школу является Магистр — один из Тех, которые велят. Он рассказывает Яру, что неподалёку от Орехова живёт литератор Глеб Вяткин по прозвищу Дикий. У Глеба имеется искорка, которая нужна Магистру. Он предлагает Яру уговорить Глеба отдать искорку, взамен обещая вернуть Игнатика живым. Тут выясняется, что Тик давно сбежал от Тех, хотя его исчезновение замечено не было. Яр и его друзья знакомятся с Глебом и узнают его историю. Глеб попал на Планету сорок лет назад и начал бороться с властью Тех, которые велят сначала оружием, потом — силой убеждения, применяя свой литературный талант. Яр узнаёт про существование Юрки и убеждается, что мальчик — его сын. Глеб говорит, что Юрка решил вернуться в Старогорск после того, как их догнала искорка. Друзья встречаются с ветерками в лесу во время сбора, когда ветерки ненадолго снова становятся мальчишками. Во второй свой визит Магистр показывает героям запись событий восстания в Морском лицее: восставшим удалось отбить арестантов, но отряд Тех, которые велят блокировал их на башне. Пули не брали Тех, но и Те подойти к восставшим не могли, пока они отбивали марш из пяти тактов. Тогда Те просто подожгли башню. Часть ребят успела стать ветерками, остальные погибли, в том числе и мальчик с ящеркой. Эту часть записи воспроизводит Тик, вопреки желанию Магистра. На последних кадрах записи Глеб узнаёт Юрку — он не вернулся домой, а попал в лицей, участвовал в восстании и, вероятно, стал ветерком. Магистр выглядит раздавленным и уходит, на выходе из школы в него попадают мячиком, он рассыпается на осколки.
В Старогорске начинается новый учебный год. Вернувшись на станцию, Янка и Гелька обнаруживают, что вагон, на котором они уехали, стоит на месте. Поездка могла бы показаться сном, если бы не взятая ими с собой куртка Ерёмы. Янка, Гелька и Листик, их новый друг, собирают роботёнка Ваську, сделав для него втроём ещё одну искорку. Неожиданно Янку начинает мучить страх высоты, и он вспоминает своё настоящее имя: Данька, или Денёк. Он — один из ветерков, участвовавших в восстании в Морском лицее, через сорок лет встретившийся с Яром и его друзьями. Данька должен был увести Юрку на Планету к отцу, когда всё вспомнит, но из-за появления Глеба всё случилось раньше, и план провалился. СКДР-9 ещё не построен, Юрка ушёл месяц назад, Даньке уже 12 лет, а восстание произошло за сорок лет до появления Яра на Планете. Связать противоречия во времени помогает робот Васька, изучивший серьёзные труды по физике: Те, которые велят замкнули время в кольцо, поэтому события повторяются. Моделью кольца является поезд до станции Мост — он всегда идёт в одном направлении, никогда не достигая конечной станции, проходя по нескольким пространствам. Ребята узнаю́т, что мост и поезд появляются на несколько минут неподалёку от Старогорска, в глухом овраге, в полнолуние. Они решают подорвать рельсы самодельным зарядом, придуманным Васькой, чтобы порвать кольцо времени. Данька не успевает дождаться решающего дня — он превращается в ветерка и исчезает. Гелька и Листик вдвоём отправляются в овраг. Гелька поднимается на мост, крепит заряд, подрывает рельсы, но спуститься не успевает — мост исчезает прямо под ним, Гелька разбивается насмерть.
Планета. Данька возвращается в то время, откуда отправился. Уничтожение кольца привело к тому, что все ветерки снова стали живыми людьми. Яр и его друзья должны позаботиться о тысячах детей, оказавшихся на огромном пространстве, зимой, без еды, тёплой одежды и крова. Найденного Юрку приводят к отцу. В Город с разных миров собираются барабанщики, среди них — мальчик-с-ящеркой; происходит «Всеобщий Праздник Межгалактических Туннелей и Мостов».

## Художественные особенности

### Общая характеристика
В беседе с В. Бугровым вскоре после публикации Крапивин называл книгу «романом-сказкой», а позднее отмечал в автобиографической повести, что «…мне самому „Голубятня“ казалась (и кажется до сих пор) наиболее странной сказкой из всех, что я сочинил». М. Липовецкий называл трилогию «сказочно-фантастическим» произведением, публицист Е. Савин — «фантастическим». Литературовед Н. Богатырёва, в своей диссертации рассматривая роман в одном ряду с такими произведениями автора, как трилогия «В ночь большого прилива», повести «Дети синего фламинго» и «Оранжевый портрет с крапинками», считала проблематичным их точное отнесение к какому-либо жанру и склонялась к жанру литературной сказки с элементами фантастики (в большей степени, чем сказочной фантастики — научной фантастики с элементами сказки). Богатырёва отмечала, что структура хронотопа в романе, как и в других произведениях Крапивина, напоминает хронотоп народной волшебной сказки, в которой добрый герой подчиняет себе пространство и время; сходство прослеживается и в победе над временем, что в сказке обычно отсылает к победе над смертью, как в случае гибели Гельки Травушкина. Литературовед Е. Великанова в диссертации отмечала, что трилогия тяготеет к синтезу, в ней близко связываются разные жанры, представлены научно-фантастические, сказочные, фэнтезийные и реалистические идеи, темы и образы. Явления в романе объясняются персонажами и выглядят как сверхъестественные, а не рациональные, что, в терминологии Ц. Тодорова, характерно для поджанра «фантастическое-чудесное». Е. Савин отметил, что роман не поддаётся однозначной интерпретации и содержит ряд неясностей; ввиду запутанного изложения событий необходимо вернуться из середины и конца романа в начало и середину.
Жанр «мистико-философской», «детской фантастики», по мнению исследователей, позволяет автору рассмотреть такие вопросы человеческого существования, как жизнь и смерть, любовь и одиночество. По мнению Н. Богатырёвой, трилогия посвящена природе рабства и рабской психологии, конформизму и мещанству, в числе главных тем — тоталитаризм и борьба с ним; победа над внешним врагом требует преодоление конформизма и трусости в самом себе. Е. Савин охарактеризовал трилогию как «роман о барабанщиках». Н. Богатырёва отмечала, что мотив барабанщиков, которые представляют собой единственную силу, противостоящую диктатуре, проходит через весь роман. Образ, который присутствовал во многих произведениях Крапивина, был развёрнут в определённую жизненную модель, практическую философию; в нём объединены различные типы персонажей, что обозначает переход от сказки к фантастике. Барабанщик обладает обострённым чувством тревоги, является не столько борцом, сколько своеобразным детектором зла, он реагирует на опасность и нацелен на борьбу. С детства барабанщик живёт в ситуации конфликта и отчуждения, испытывает проблемы с адаптацией, ищет себя. Без противостояния Злу жизнь барабанщика не имеет смысла — он начинает действовать, ощутив боль и тревогу. Главным барабанщиком романа является Ярослав Родин, барабанщики «по духу» — его сын Юрка и Глеб Вяткин. Юрка становится барабанщиком и стоит во главе восстания в Морском лицее; автор несколько раз цитирует стихи о барабанщиках, которые защищают планету от злых сил и пробуждают совесть. Барабанщики называются стражей «на границах времён».

### Мир трилогии. Хронотоп
В основе хронотопа романа — пространства и времена нескольких похожих друг на друга параллельных миров с одинаковым миропорядком. Миры взаимосвязаны, пересекаются и влияют друг на друга; герои путешествуют из одного мира в другой. События разворачиваются в трёх мирах, включающих Землю Яра и Травушкина, Землю Глеба Вяткина и Планету. В общей сложности автор конструирует семь миров, включающих разнообразные локации, которые представлены с разной степенью детализации. Миры описываются также во времени (появляются в воспоминаниях или легендах), что делает сложной структуру крапивинского мира. Некоторые места (топосы) зрительно неотличимы — один из главных героев, оказавшись на другой планете, поначалу думает, что попал в свой родной город на Земле: «Улица была та, где он бегал в детстве. Или почти та». Миры объединяют однотипные архитектура, персонажи, ситуации. Одни миры в научно-техническом отношении более развиты (как мир Яра и Гельки), чем другие, однако во всех мирах в той или иной степени присутствуют ценностные конфликты, которые сводятся к традиционному противопоставлению добра и зла. Добро связывается со свободой воображения и творчества, чувств и эмоций, отстаиванием права на личное мнение и утверждением собственного «Я», ценностями дружбы, любви и семьи, чувствами и эмоциями. Зло персонифицируется в облике Тех, кто велят, с которыми борются дети и подростки; с точки зрения Крапивина зло следует искоренять повсеместно. Зло характеризует стремление к рационализации и контролю, абсолютной логике и расчёту, к уничтожению духовных и эмоциональных аспектов жизни. Добро соотносится с «верхом», а зло — Те, кто велят — с «низом». В Морском лицее эта оппозиция перевёрнута (герои тайно готовятся к борьбе под землёй), но в конечном счёте мальчишки поднимаются на башню, оставляя глиняных истуканов внизу; изменение в оппозиции демонстрирует, что в любых обстоятельствах зло не подчиняет себе добро.

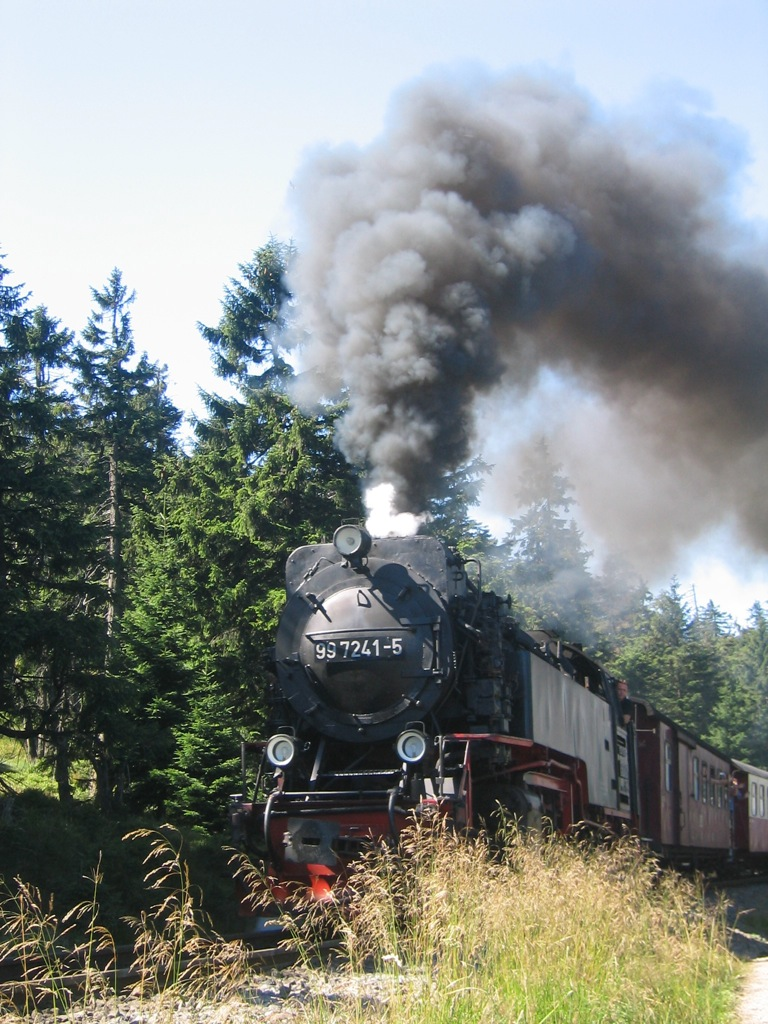
«Поезд до станции Мост» — «допотопный локомотив с прожектором впереди и клочкастым шлейфом дыма над топкой». Паровоз тянет «чёрные вагоны — с площадками сзади и спереди, с неяркой цепочкой оконных огоньков…»

В рассмотрении пространства и времени Крапивин совмещает элементы научной фантастики и сказки: учёные из мира Яра и Гельки исследуют возможность «моментального разрыва пространства» (герои ссылаются на теории «академиков Скальского и Коцебу»), а космические корабли — скадеры — посещают отдалённые уголки галактики, время для участников таких экспедиций замедляется. Вместе с тем дети и ветерки, вопреки науке, свободно преодолевают пространство и время, подобно персонажам сказок, путешествующим по разным «царствам-государствам». Границы между мирами в романе многофункциональны, они и разделяют, и соединяют. С одной стороны, границы условны или даже иллюзорны и преодолеваются силой воображения детей и взрослых, с другой, это сделать не так просто. Для Крапивина другие миры обнаруживаются не в далёком космосе, а за дверью голубятни, под крышкой старого сундука, где видны звёзды другого мира, или за стрелкой старой железной дороги, где находится «рычаг для соединения пространств на границе мироздания». Недалеко от стрелки время течёт по-разному, замедляется или ускоряется: из Старогорска ребята добрались до места пересечения миров за несколько минут, а Глебу потребовалось два часа. Переход из одного мира в другой связывается с решением общих задач (главная из которых — борьба со злом), с желанием и верой, потребностями в общении, взаимопомощи и поддержке; герои пытаются вернуться домой, найти отца, друга и т. д.
В самом романе предлагаются различные объяснения связи параллельных миров. Так, герой романа мальчик Алька предположил («Голубятня в Орехове»), что планета раскололась когда-то давно из-за мощного взрыва. Результатом стало сосуществование на одной планете нескольких миров, каждый из которых имеет собственную историю и время; отсюда следуют частые ложные воспоминания героев. Другим объяснением является пробуренная сверхглубокая скважина, которая соединила разные миры: робот-разведчик передал изображение незнакомых созвездий («Праздник лета в Старогорске»). Движение по замкнутому кольцу через пространство и время осуществляется по железной дороге и на поезде-призраке («станция Мост»), которые представляют собой своеобразные пограничные локусы; выйдя в том или ином месте из поезда, герой оказывается в той или иной реальности. Темпоральное кольцо сюжетообразующее; герои пытаются его разорвать, что является двигателем сюжета, хотя иногда кольцо позволяет героям уйти от жизненных проблем или стать счастливыми. Замкнутость временно́го кольца выражается в конкретной модели рельсовых путей поезда, который идёт до «станции Мост». Эта станция не является конечной остановкой, а растянута по всему железнодорожному полотну, это собственно «мост», «переход».
В заброшенных, окраинных местах (локусах), то есть в подвалах, на свалках, в старом вагоне и т. д., встречаются «волшебные помощники» положительных героев: бормотунчики, ржавые ведьмы, роботы, ветерки. Уникальным местом на Планете, куда не может проникнуть зло, является заброшенный Пустой Город. Его необычная архитектура — улицы, мостики, башни, колонны, колокола — напоминает старые европейские города. В загадочный Город ушли восставшие мальчишки из Морского лицея. В финале романа после победы над злом Город показан сверкающим и радостным; теперь это идеальный и счастливый город детей. Прототипом Пустого Города, напоминающего Яру о знакомых детских играх и снах, являлся любимый писателем Севастополь; изображение берегового форта (Морской лицей) отсылает к Константиновскому равелину (пушки и амбразуры, форма крепости, цвет камня и т. д.). Е. Савин отметил сходство между миром Планеты и миром из другой трилогии Крапивина — «В ночь большого прилива»: в обоих случаях упоминаются однотипные легендарные события, которые произошли ранее и связаны с гибелью барабанщиков («Стена» в раннем произведении и события в Морском лицее).

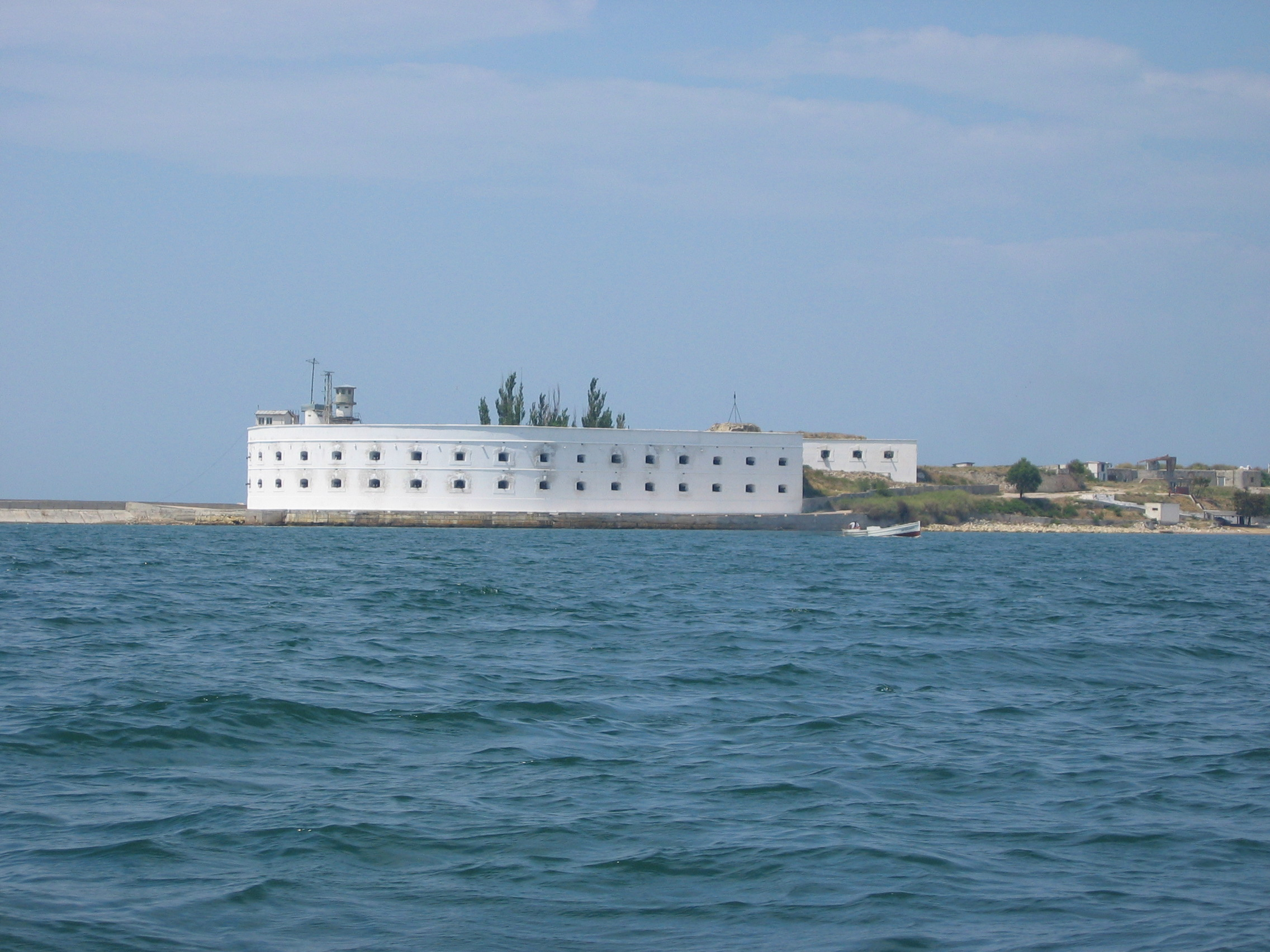
Константиновский равелин в Севастополе, прототип здания Морского лицея

В мире трилогии обычные предметы приобретают волшебные свойства и служат проводниками в мир чудес. Это могут быть, например, камешек, палочка, стёклышко. Обычная линза, если посмотреть через неё на свет, помогает перейти из реальности в волшебный мир: в воображении Гельки ноготь видится «розовой лопатой», царапинка — «горным хребтом»; букашка выглядит как страшилище, солнце превращается в искорку, а искорка — в галактику. Сигнал старого будильника, своеобразный звонок из прошлого, перемещает Яра в чудесный мир воспоминаний, образов мамы и детства. Пространство и время различных миров соединяются мячиком и свечкой: в Орехове мячик подбрасывается вверх и обнаруживается в сундуке в Нейске, а свечка, наоборот, попадает из того же бездонного сундука в Орехов. В другой ситуации свечка загорается, показывая друзьям, что похищенный манекенами Игнатик жив. Резиновый мячик и барабанная палочка, уничтожившая манекена в виде статуи гребца, способны поражать непобедимых врагов, в отличие от высокотехнологичного оружия (блик), выстрел из которого не уступает по мощности ракетному залпу. Эти свойства мячика связаны с числом пять, таким образом он использовался в детской игре: обретение чудесного оружия вознаграждает смелость детей, бросивших вызов диктатуре. Число пять занимает особое место в пространстве романа — это и число сторон света, и значимая магическая цифра для обитателей мира, и указание на замкнутое пространственно-временное кольцо.
Поэтика чудесного выстраивается с помощью различных приёмов. Так, одним из способов сотворения чудесного, чуда из ничего являются звуки музыки. В эпизоде, когда Янка играет на скрипке, воображение Гельки превращает неодушевлённую реальность в «живой мир» (для ребёнка всё в волшебном мире является одушевлённым): «музыка взвилась, закружилась», Янка «будто летел вместе со своей музыкой». Автор использует троп олицетворения, приём цветописи; с угасанием музыки исчезает и волшебство, возвращается обыденная реальность, постепенно уходит и возникшее чувство тайны. Исследователи отмечают образ искорки, наполненной вечной энергией и представляющей собой галактику в миниатюре, её модель. Искорка изготавливается с помощью магических действий и заклинаний, её рецепт — три капли крови, «движенье», «полёт» и «праздничный огонь». Как полагала литературовед О. Челюканова, одушевлённая галактика отсылает к характерной для онтологии Крапивина идее одушевлённого, живого космоса.

### Мир детей и мир взрослых
Персонажи трилогии разделяются на две противопоставленные группы, что отражает главную тему произведения — борьбу добра и зла. Одна часть героев действует на стороне добра, защищает право на личное мнение и творчество, отстаивает ценности дружбы, любви, семьи. Борьба со злом объединяет персонажей-детей в разных мирах: Игнатика, Альку, Читу и Данку из города Орехова, Юрку, Гельку и Янку из Старогорска, Лётчика, Музыканта, Андрюшку, Денька из Морского лицея, а также взрослых героев — Яра и Глеба и роботов Ерёму и Ваську. Другую часть персонажей представляют Те, которые велят — существа, воплощающие зло. Как и в других произведениях писателя, в романе представлены дети двух возрастных категорий, действующие в разных пространствах: семи-восьмилетние, только начавшие обучение в школе, и одиннадцати-двенадцатилетние, более взрослые, уже имеющие школьный и дворовый опыт, но не ушедшие далеко от малышей. Герои, которые борются со злом, действуют отважно и самоотверженно, нацелены на борьбу. Чаще всего они действуют вместе, в отличие от Тех, кто велят, действующих в одиночку. Одиночество положительных героев связывается с критическими обстоятельствами, в которых они либо гибнут (робот Ерёма), либо теряют друг друга (обрушение крепости). Выбор пути по тем или иным рельсам в «чистом поле» или степи, по мнению Н. Богатырёвой, напоминает выбор героя в народной сказке. Имена героев семантически связаны с их образами: так, Ярослав и Глеб отсылают к мудрости, имя Гелий (Гелька) ассоциируется с солнцем, с семемой «солнечный, блестящий, светящийся».
Образы героев романа рассматриваются в контексте интереса Крапивина к острым проблемам — неполная семья, сиротство, беспризорное детство. Е. Савин отметил их «дезадаптацию, отчуждённость от мира, на отсутствие глубинной, изначальной связи с миром и присутствие лишь внешнего „социального“ слоя контактов». Герои оторваны от родителей, от семьи: так, Яр учился в спецшколе, интернате; родители Глеба Вяткина и Игнатика погибли, Игнатик — сирота; Данка, как Алька, живёт с матерью, которая погибает от «нашествия» в первой части романа; полусиротой является Юрка; Гелька живёт отдельно от родителей, у тётки и бабушки. Из четырёх друзей (Игнатик, Алька, Чита и Данка) у одного Читы есть полноценная семья, но он замкнут и погружён в книги. По одной трактовке, образы героев индивидуальны, динамичны, показаны в развитии: робкий Гелька Травушкин, попадавший в неловкое положение и подвергавшийся унижениям, в решающий момент демонстрирует несвойственные ему мужество и собранность и преуспевает, ценой жизни, в труднейшем деле. По другой трактовке, характеры героев-взрослых и героев-детей статичны и не меняются по ходу повествования, автор отдаёт предпочтение типизации, а не психологизму. Это относится и к Гельке, который до самого конца показан сомневающимся и неуверенным в себе. Критик Д. Байкалов полагал, что «ершистый, неустроенный, вечно обижающийся, закомплексованный» Гелька существенно отличается от других героев Крапивина.
Кандидат филологических наук Д. Машукова классифицировала типы героев-сирот в романе на романтический и героический. Романтический тип представляет Игнатик — сирота, обладающий паранормальными способностями, восприимчивый и настолько сильно желающий обрести семью, что ему удаётся проникнуть на звездолёт в субпространстве. К его ситуации отсылает и имя, которое означает в том числе «не родившийся», «огненный». К героическому типу относятся беззащитные дети с трагической судьбой, они жертвуют жизнью во имя долга, как мальчишки-ветерки, восставшие в Морском лицее, и Гелька Травушкин. Разнообразные необыкновенные способности Игнатика объясняются тем, что он верит в чудеса — так, мальчик зажигает свечку без огня, хотя сам не может поверить, что ему это удалось. Как писала Богатырёва, для Крапивина чудеса возможны, включая создание целых звёзд и галактик; для этого необходимы благородный порыв, бескорыстие и верность друзьям, мужество и жертвенность.

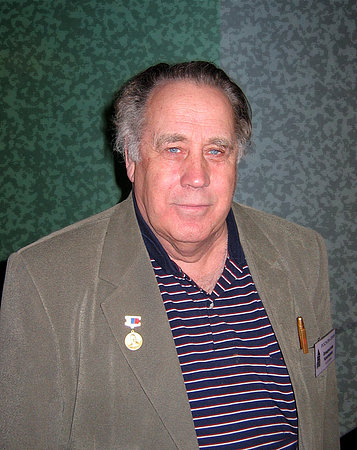
Владислав Крапивин в 2006 году

Исследователь Е. Маслова обнаружила в системе персонажей соответствие структуре фольклорной волшебной сказки (на основе идей В. Проппа): в романе фигурируют протагонист, дарители, помощники и антагонист; функции персонажей не меняются в разных мирах, в романе нет ложного героя и функции отправителя. Главный герой Яр вводится в повествование и в дальнейшем действует как протагонист; схематичность образа соответствует сказочному протагонисту. Стремление компенсировать «недостачу» (двигатель сюжета в волшебной сказке) постепенно осознаётся Яром, и он начинает искать сына. Герой вступает в борьбу с антагонистом (Те, кто велят), хотя, в отличие от сказки, в решающую схватку со злом вовлекаются и другие персонажи. Функции дарителя и помощника выполняют Игнатик, робот Ерёма; помощниками являются друзья Игнатика, бормотунчики, робот Васька, а также Глеб. Случайные помощники — мальчик в Пустом Городе, Феликс и др. Юрка — искомый персонаж, которого необходимо спасти; в отличие от царевны в сказке, он действует, борется, ищет отца. Воссоединение отца и сына в финале романа восстанавливает разрушенное мироустройство.
Как и в других произведениях Крапивина, в «Голубятне» описывается конфликт ребёнка с внешним миром; в романе противопоставление «детского» и «взрослого» миров достигает планетарных масштабов. В мире детства сказка или мечта как мироощущение связывается с настоящей духовной свободой; в сказке всё возможно, даже несоблюдение физических законов (сила воображения Игнатика или необычные свойства мячика), в отличие от мира взрослых, вселенной норм и правил. Сам конфликт экзистенциален: согласно мировоззрению писателя, ребёнок является искренним и духовно чистым существом, неспособным ко злу, но подвергается воздействию со стороны рационализма и прагматизма взрослых. Дети олицетворяют подлинные ценности, забытые взрослыми; победу детской чистоты над жестоким рационализмом символизирует детский мячик. Взгляды Крапивина близки к позиции психологов, считающих, что ребёнок должен идти своим путём, открывать собственный мир; дети обладают правом сами следовать нравственным идеалам, которые им не навязываются.
Конфликт в романе возникает из-за авторитарного вмешательства, «насильственной ассимиляции»: детям навязываются взрослые роли, которые не согласуются с их возрастными особенностями. Этот процесс подавляет эмоции ребёнка и его индивидуальность, ребёнок вынужден защищать собственное детское «Я». Давление гиперболизируется в образе Тех, кто велят. Конфликты в форме скрытой агрессии задевают человеческое достоинство, на что герои романа отвечают более агрессивно: конфликт по ходу повествования возрастает и усугубляется. Герои романа проходят через испытания, интеллектуальную и духовную эволюцию, в ходе которой меняется их самоидентификация, а негативный опыт преобразуется в позитивный; этот процесс также имеет сходство с возрастными кризисами Э. Эриксона. С одной стороны, силовое решение воспроизводит конфликт на новых стадиях, герои понимают, что обречены на бесконечную борьбу за свободу, за сохранение «обыкновенных чудес» в своём мире. Как полагала Ю. Аникина, этот подход восходит к философии романтизма, сочетавшей постоянное стремление к идеалу с осознанием невозможности его достижения. С другой стороны, в романе допускается возможность разрешения детьми любых конфликтов, поскольку «любой ребёнок способен творить чудеса» (образ Игнатика). Инициатива в разрешении конфликта принадлежит тем взрослым, которые сохраняют детское мировосприятие и поэтому выполняют роль медиаторов, например Яр. Согласно литературоведу Ю. Аникиной, медиаторы способствуют накоплению положительного опыта и предлагают альтернативные варианты развития сюжета (которые замечает читатель), нацеленные на разрешение коллизий, хотя сюжет романа в большей степени определяют поступки детей. В высшей точке конфликта герои переживают «символическую смерть», которая тем не менее никогда не бывает окончательной: ребёнок получает возможность обрести счастье в другой реальности, как, например, Гелька Травушкин или живущие между мирами ветерки. Мнимая или настоящая смерть служит психологической инициации: так, мальчишки из Морского лицея произносят особое заклинание и превращаются в ветерков; инициация Игнатика состояла в его мнимой смерти: Те, которые велят усыпили героя и устроили для Яра инсценировку его похорон; Гелька, погибнув, превратился в новую галактику (и возродился в ней), о нём знают герои из вселенной Великого Кристалла.
Исследователи отметили, что в романе впервые у Крапивина взрослые не просто присутствуют, а активно действуют, хотя не готовы к своей роли. Е. Савин, сравнивая роман с ранней трилогией Крапивина «В ночь большого прилива», отметил существенные различия в характерах героев. Яр, в отличие от героя предыдущей книги, немолодой взрослый, ему свойственны отцовские чувства, которые показаны в самом начале романа в описании сна. Отношения Яра с четвёркой друзей — это «как бы дружба», неравные отношения взрослого и детей, перед которыми он ощущает родительскую ответственность; на его отстранённое положение, позволяющее сохранять автономию действия в мире Планеты, указывает название пролога — «Один и четыре». Е. Савин отмечал глубокий конфликт Яра как барабанщика: попав на Планету, он не пытается бороться со злом, а бездействует, пребывает в состоянии счастья, что подразумевает несчастье других; после обвала крепости и краха всех надежд у Яра остаётся чувство «жёлтой тоски», через которое, как полагал критик, герой адаптируется к миру. В дальнейшем конфликт возвращается, о чём свидетельствует нарастающее чувство вины перед ребятами — сам Яр, возможно, является причиной их несчастья. Такое ощущение счастья не является эгоизмом, поскольку Яр хочет жить и что-то делать для других, но он востребован только в ситуации опасности. Этот тупик приводит к его уходу с Планеты. Н. Богатырёва отмечала психологизм писателя в описании ухода Яра: к предательству и дезертирству приводят даже тайные и неосознанные желания. Как писал Савин, после возвращения на Планету с помощью Альки Яр принимает на себя обязанность по защите ребят от Зла и по воле автора находит сына (что разрешает его проблему), однако остаётся открытым вопрос, что станет с героем-барабанщиком после победы над Злом. Савин считал, что в «Голубятне» Крапивин попытался разрешить коллизию, которая не получила удовлетворительного завершения в «Ночи»: как обмануть время, остаться ребёнком и не взрослеть. В ранней трилогии автор снял с героя ответственность, придумав верёвочку, соединившую миры детства и взрослых; в «Голубятне» писатель частично решил проблему, поместив в центр сюжетных схем взрослого. Савин обратил внимание на символическое изменение: если в «Ночи» соединение миров верёвочкой и замедление хода времени оценивается положительно, то в «Голубятне» уже требуется разорвать замкнутое временно́е кольцо, чтобы восстановить нормальное течение событий.

#### Бормотунчики
Бормотунчик представляет собой тряпичную говорящую куклу, которая изготавливается детьми в ходе особого ритуала: «в тихом месте и когда рядом друзья». Он выглядит как «не то четырёхлапый краб, то ли безголовый человечек с рожицей на пузе». В мире Планеты для создания бормотунчика требуются «кристаллический песок» и «кусок ткани, оторванный от майки, рубашки или носового платка». Вначале делается узелок, затем мелом или краской рисуется личико, а уши и ножки (торчащие из подбородка) приделываются из проволоки. Бормотунчик оживает и может ответить на любой, даже на самый заветный вопрос, но только на один, а затем разряжается. Он предсказывает будущее, даёт подсказки-метафоры, требующие толкований. Бормотунчик, по мнению Е. Савина, сочетает в себе сказочные (функция волшебного помощника) и фантастические (его способности связаны с особыми кристаллами песка) элементы.
Образ бормотунчика восходит к фольклорной традиции и напоминает таких персонажей-прорицателей, как Баба-яга, птица Гамаюн, волк — помощник героя и т. д. С одной стороны, происхождение бормотунчиков в книге не объясняется, что сохраняет загадочность или таинственность, причастность к сказке, а с другой стороны, в той степени, в какой эти волшебные существа обладают знаниями о будущей и прошлой жизни героев и их желаниях, они похожи на детей. Н. Богатырёва отмечала самобытность и нестандартность образа бормотунчика, одного из наиболее «обаятельных и трогательных» персонажей; когда он разряжается, то вызывает сочувствие, как ребёнок, а когда один из бормотунчиков получает искорку, источник вечной энергии, обретая бессмертие, это воспринимается как справедливая награда для жизнерадостного существа.
С одной стороны, бормотунчик мудр и проницателен, его предсказания обстоятельны и точны, хотя краткостью напоминают афоризмы, с другой стороны, это жизнерадостное и иногда легкомысленное существо, которое ведёт себя как озорной мальчишка. Он может капризничать, подсмеиваться и обзываться; к примеру, начать рассказывать окружающим особенности личной жизни того, кто к нему обратился. Первоначально бормотунчики выполняют функцию волшебных помощников, внушают уважение и страх, затем, в третьей повести, образ трансформируется из таинственного прорицателя в болтливого хулигана, который, по сути, такой же мальчишка. Как отмечала Богатырёва, изменение делается автором сознательно: в борьбе со злом герои больше не нуждаются в помощи бормотунчика, и у него остаётся способность иногда давать полезные советы.

#### Роботы

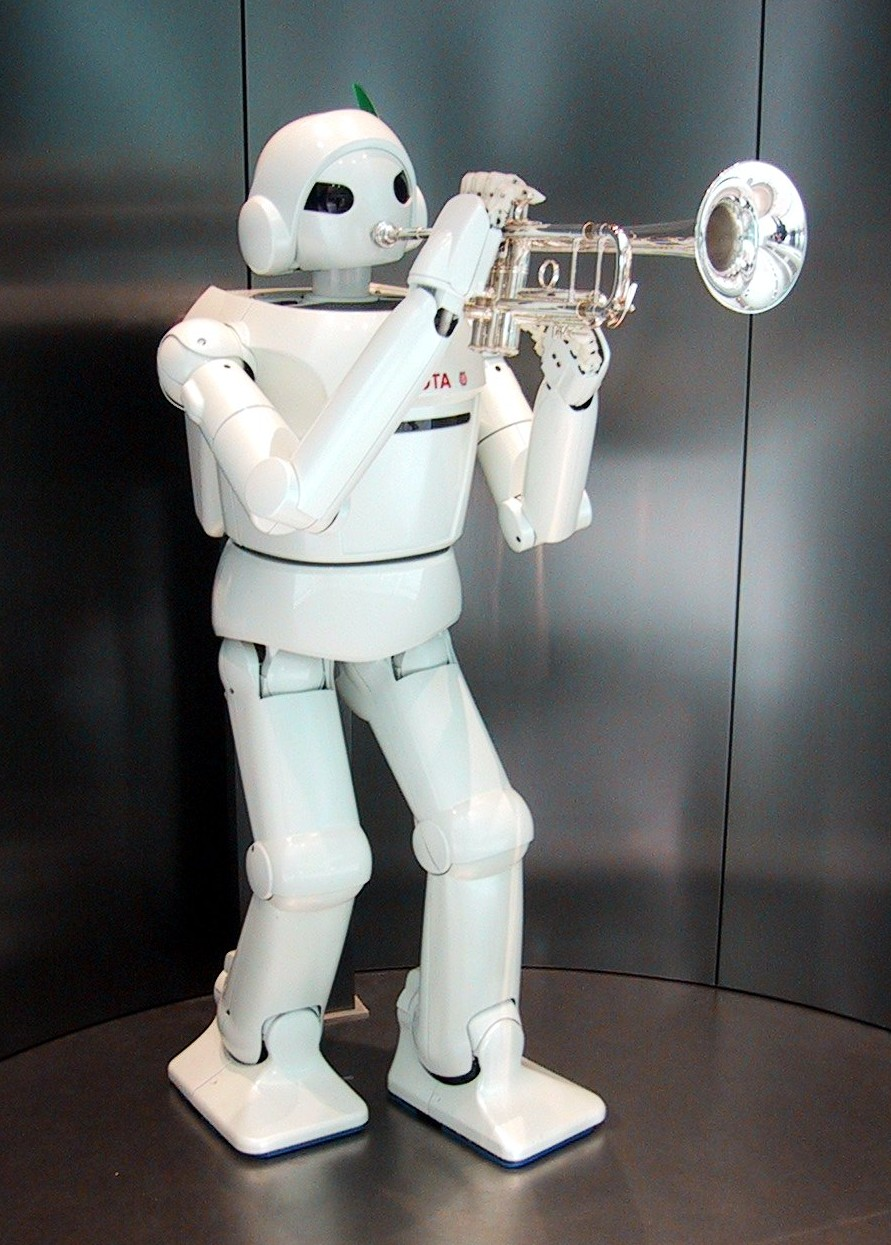
Современный робот, играющий на трубе

Роботы в романе служат добру, они технически несовершенны и занимают маргинальное положение, однако являются личностями, способными на человеческие переживания и привязанности. Образы очеловеченных и умных роботов Ерёмы и Васьки перекликаются как с роботами из научно-фантастических произведений, так и с героями-простаками из сказок (Емеля или Иванушка-дурачок). Старомодное имя Ерёма отсылает к именам в русских народных сказках; робот ранее назывался ЭР-м «А», что расшифровывалось как «электронный робот, модель А» и сокращалось как «Эрема». Крапивин с юмором описывает внешний вид персонажа: его туловище напоминает жестяной шкаф, голова — почтовый ящик, в котором находятся калькуляторы и запчасти от старого компьютера; ноги состоят «из железных трубок с резиновыми гармошками на коленях», на ногах — старый валенок и футбольная бутса; «нос — из детской клизмы, глаза — зелёные индикаторы от лампового приёмника».
Подобно роботам из научной фантастики, Ерёма обладает обширными познаниями и отличной памятью. «Беглый и беспризорный» робот несколько лет ранее «удрал с городской выставки юных техников» после того, как уборщица уронила на него тяжёлый таз. Сначала он приобретает вредные привычки: курит, ругается, бродит «по городу с самодельной гитарой», распевая «пиратские песни». Позднее Ерёма исправляется, работая «дворником и чистильщиком обуви». По мнению Н. Богатырёвой, образ робота ещё ближе к людям, чем роботы из произведений А. Азимова. Он перенимает человеческие чувства, привычки и поступки: дружит с детьми, которые принимают его в свою компанию, мечтает о сыне-роботёнке; обижается и грустит; как и дети, наивен и любит приключения и шалости. Человечность и уникальность Ерёмы понимают и его друзья; Глеб Вяткин положительно характеризует робота: «хороший мужик, хотя и железный, умница». Как отмечала Богатырёва, страшная смерть Ерёмы делает его по-настоящему трагической фигурой.
Роботёнок Васька собран по чертежам, сделанным Ерёмой (голову заменяет чайник, туловищем служит канистра); аккумуляторы работают от искорки, которую ребята зажигают по волшебному рецепту, даруя роботёнку душу и жизнь. Эти обстоятельства связывают образ Васьки, как и образ Ерёмы, узнавшего рецепт искорки от ржавых ведьм, с традицией народных сказок. Его конструкция сложнее, чем у его «отца»; при желании он способен отключать «блок чувствительности». Как писала Н. Богатырёва, образ Васьки привносит оптимизм и светлый юмор в роман после гибели Ерёмы. Васька ходит школу и за две недели проходит школьную годовую программу, выучивает английский язык и серьёзно изучает физику. Характер роботёнка мальчишеский: он невоспитанный и слишком самостоятельный, пытается быть независимым, спорит с учительницей: «было в нём что-то от папы Ерёмы в молодости».

#### Ржавые ведьмы
Ржавые ведьмы — наполовину сказочные, наполовину реалистические персонажи — обитают «в жестяных кибитках на краю свалки» металлолома, они живут на задворках, замкнуто, ведут себя необщительно и угрюмо. Внешне ведьмы уродливые, костлявые и неопрятные, их платья испачканы ржавчиной, однако они не представляют опасности для ребят, а напротив, помогают им: излечивают царапины волшебным снадобьем или кормят сладостями. Ведьмы обладают индивидуальными чертами: характер ворчливой Эльвиры Галактионовны строгий, Таисья добросердечная и весёлая. С одной стороны, их образы приземлённые: они выглядят как возмущающиеся дачницы, которые прогоняют мальчишек, или как необразованные крестьянки, на что указывает их простая речь. С другой стороны, ведьмы «разбираются в науках и в колдовстве, особенно когда дело касается металлов», хвастаются учёностью, разбавляя речь иностранными словами. В полнолуние ржавые ведьмы танцуют, что отражает распространённый в литературе сюжет шабаша на Лысой горе, однако в романе, по характеристике Н. Богатырёвой, шабаш показан торжественно, как нечто красивое и имеющее мистический смысл, а не как неприличное и развратное действо.
Ржавые ведьмы имеют близкое сходство с фольклорной Бабой-ягой: они подсказывают Ерёме секрет изготовления искорки — вечного двигателя — и тем самым имеют власть над смертью, как Баба-яга, которая владеет тайной воскресения. Их происхождение связано с мотивом тоталитарной диктатуры и борьбы с ней. Согласно преданию, ведьмы когда-то служили ржавому старику, колдуну или сумасшедшему, которого герои принимают за одного из Тех, которые велят. По легенде, «со временем весь мир превратится в свалку ржавого железа и ему, старику, придёт пора править этим миром. А ведьмы станут ржавыми придворными дамами».

#### Ветерки
Мальчики-ветерки живут как воздушные потоки, они составляют мир духов, космическую субстанцию, могут преодолевать пространства и миры и ненадолго принимать телесный облик. Чтобы стать ветерком, мальчишке нужно сделать три вещи: хотя бы раз переплыть Реку, являющуюся своеобразной «волшебной границей» (как отмечала Н. Богатырёва, преодоление границы между враждующими берегами символизирует победу над предрассудками), посетить таинственный Пустой Город и выучить заклинание, которое высечено на Башне Ветров. После этого нужно однажды прыгнуть с большой высоты, преодолев свой страх, и в падении прочитать это заклинание.
Сначала ветерки представляются как загадка, миф или легенда, не поддающиеся объяснению. В «Мальчике и ящерка» выясняется, что в ветерков превратились когда-то умершие мальчишки, которые, впрочем, в душе остались детьми и могут иногда становиться ими, но не более двух минут в день. Обманув смерть с помощью чудесного заклинания, эти ветерки навсегда остаются призраками. Другие ветерки, напротив, обычные мальчишки, которые могут превращаться в «невидимки» — маленькие спиральные вихри. Н. Богатырёва связывает два образа ветерков, соответственно, с идеей переселения душ и с мотивом полёта, взятым автором из других своих произведений. Ветерки ведут себя как дети, играют в детские игры, проказничают и т. д. Поскольку они мечтают вновь обрести плоть, то умеют превращаться в живых малышей, которые оказываются подброшенными в какую-нибудь семью. Это называется «уйти в подкидыши». «Подкидыш» живёт обычной детской жизнью, не помня о прошлом, до возраста, в котором он в своё время умер. Тогда он всё вспоминает, а вскоре превращается в ветерка и улетает. Так ветерок вновь страдает, кратковременное счастье оборачивается горечью расставания с близкими людьми.
Ветерки воплощают ребят из Морского лицея, жизни которых погубили Те, кто велят. По оценке Н. Богатырёвой, образы мальчишек-ветерков характеризуются «пронзительным лиризмом»: автор оригинально развивает мотив очеловеченных ветров из ранних произведений («Лётчик для Особых Поручений») и создаёт в романе самобытные образы. Мотив полёта становится трагическим: ветерки борются со злом, а не счастливо проводят время. Они «иногда скучают по людям», поскольку более ими не являются, бессмертны и не взрослеют. Как писала Богатырёва, в отличие от фольклорных оборотней, крапивинские ветерки вызывают не страх, а жалость. Так приобретает наиболее «острое и трагическое звучание» одна из основных тем писателя: мотив хрупкости и беззащитности ребёнка, дети оказываются первыми жертвами зла. Образ ветерков указывает на чувство вины (которое испытывает Яр) перед страданиями ребёнка; ветерки навсегда остаются бездомными, лишёнными близких и общения из-за злодеяний взрослых. К образам ветерков близок литературный мотив двойников, восходящий к романтическим произведениям Э. Гофмана, В. Гауфа и др. Двойниками в романе оказываются Гелька Травушкин и мальчик с ящеркой. Оба героя похожи внешне, ранимы, застенчивы, пытаются побороть свой страх; оба не смогли стать ветерками, а разбились насмерть.

### Те, которые велят

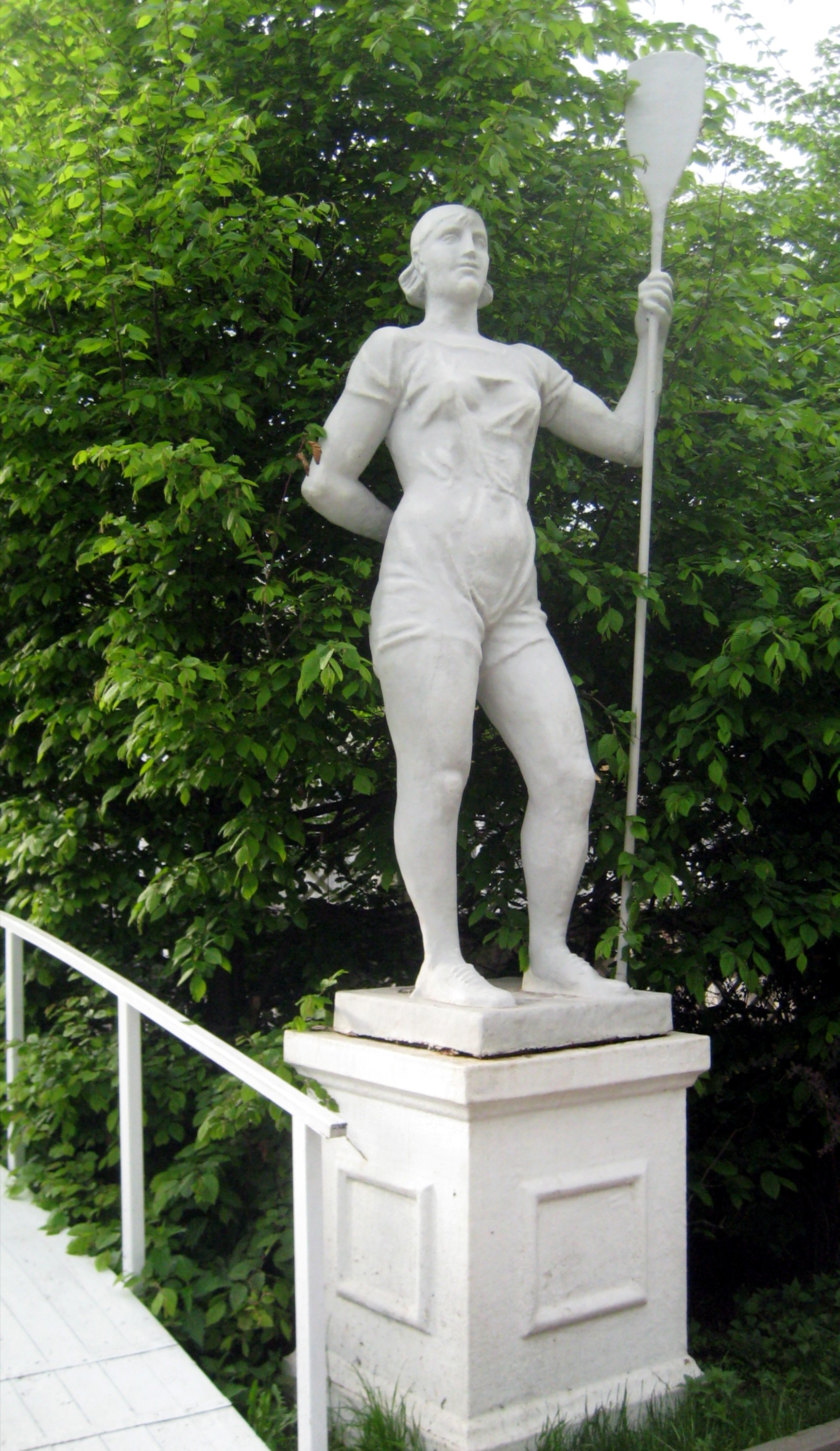
Современная версия «Девушки с веслом» И. Шадра

«Те, которые велят», или «Те, кто велят» воплощают мировое зло, бездушную жизнь. «Глиняные статуи» (псевдостатуи), «клоуны» или «гипсовые манекены» с лакированными лицами иногда могут выглядеть как люди, но ими не являются. Манекенам — мёртвым созданиям — недоступны теплота, дружба или любовь, они лишены воображения и способности к созиданию. Те, кто велят не являются индивидуальностями, они все одинаковы и различаются в зависимости от числа «сгустков разума»; это «пустотелые, но изощрённо исполнительные» существа. В отличие от положительных героев, которые постоянно поднимаются наверх, например по лестницам зданий или на мост (как Гелька), манекены находятся внизу, в «царстве мёртвых», под землёй. Выходя на поверхность, Те, которые велят прячутся в чужом обличье и в итоге погибают.
«Глиняные истуканы» последовательно пытаются подчинить своей власти различные миры и замкнуть времена и пространства в кольцо, лишив каждый из миров возможности развиваться. Когда их деятельность лишь начинается, Те, которые велят воплощаются в статуи и выполняют роль шпионов (Старогорск); в дальнейшем их позиции упрочняются, они запугивают людей «нашествиями», при которых «всё сжигает молниями или превращает в крошки и шлак» (Орехов), либо просто находятся у власти, наказывая детей «электрощупами» (Морской лицей). Их цель — создание «мыслящей галактики», замкнутой и идеальной, полностью «запрограммированной» — в сущности мёртвого мира. Человечество служит объектом для жестокого эксперимента, а массовая гибель людей рассматривается глиняными истуканами как его «побочный продукт»; если люди восстают против эксперимента и диктатуры, их беспощадно уничтожают. Как сообщает один из манекенов, иногда в ходе эксперимента сгорают даже звёздные системы. Манекены испытывают сильную ненависть к детям и детству и несколько раз вступают в столкновение с главным героем Яром, чьё мировоззрение утверждает ценность каждого человека.
По характеристике Е. Савина, ближе к концу романа Те, которые велят несколько дискредитируются автором, представляются более слабыми и вызывают «брезгливость и отвращение». Герой Глеб Вяткин сравнивает их с плесенью и тараканами и называет «цивилизацией паразитов», которые, как клопы, «лезут из щелей» из-за человеческой лени и равнодушия. Несмотря на всю мощь, манекены и их деятельность примитивны, им не хватает энергии (Нашествия происходят с 12-летним промежутком), они не могут обойтись без модели. «Истуканы» легко уничтожаются детским мячиком или барабанной палочкой, от них остаётся лишь пыль. После разрыва кольца и победы добра в финале романа манекены не погибают окончательно, а изолируются в разных мирах.

## Создание и публикации
Роман писался в 1982—1984 годы. Первоначально первые два произведения не задумывались как две части более крупной работы, и лишь потом автор решил объединить с помощью третьей части первые две, по совету своего друга, писателя и художника Евгения Пинаева. Как неоднократно утверждал Крапивин, сюжет первой повести пришёл к нему во сне, где он увидел образ мальчика, неожиданно появившегося внутри звездолёта, а позднее — «дверь, ведущую на солнечную поляну». Крапивин вспоминал, что «мальчишка, очень похожий на моих приятелей детства… буквально въехал туда [в звездолёт] на велосипеде». Этого было достаточно, чтобы «раскрутить» сюжет: всё «стало разматываться и притягивать к себе как… магнит притягивает стальные опилки, выкладывая их определённым узором». По словам Крапивина, из сна пришли образы бормотунчика (во сне он выглядел более страшно и напоминал паука), крепости, Реки, карабканья по обрыву, как и ощущение бессилия при стрельбе по врагу. По мнению критика Д. Байкалова, в построении трилогии автор следовал Жюлю Верну, который в «Таинственном острове» связал судьбы героев «Детей капитана Гранта» и «Двадцать тысяч лье под водой».
Первая публикация трилогии состоялась в журнале «Уральский следопыт», в течение 1983—1985 годов. В нём первая книга цикла, позже, в отдельном издании, получившая имя «Голубятня в Орехове», называлась так же, как и весь цикл, «Голубятня на жёлтой поляне»:
- «Голубятня на жёлтой поляне» — журнал «Уральский следопыт», 1983, № 3—5;
- «Праздник лета в Старогорске» — журнал «Уральский следопыт», 1984, № 1—2;
- «Мальчик и ящерка» — журнал «Уральский следопыт», 1985, № 1—2[37].

В виде отдельного издания трилогия впервые выпущена в 1985 году Средне-Уральским книжным издательством (Свердловск), затем, в 1988 году, издательством «Детская литература». Тираж каждого из этих изданий составил 100 000 экземпляров. По сведениям биографа А. Щупова, усилиями цензоров из романа были удалены все эпизоды с выпивкой и курением. В оформлении обложки и иллюстрациях этих изданий использованы рисунки Евгении Стерлиговой — вариант набора иллюстраций, созданных для журнальной публикации. В дальнейшем трилогия переиздавалась неоднократно, как отдельно, так и в составе собраний сочинений Владислава Крапивина, в том числе в оформлении других художников. Помимо бумажных книг, выпущен и вариант в формате аудиокниги на трёх дисках, текст читает Вадим Максимов. Роман переведён на французский и чешский языки.
После публикации романа многие читатели возражали против гибели Гельки Травушкина, считали, что финал сохраняет недосказанность, позволяющую сохранить жизнь герою: была даже придумана положительная концовка, в которой ржавые ведьмы спасают Гельку с помощью стога сена. Писатель прокомментировал предложения читателей в беседе с В. Бугровым, отметив, что сказка тоже должна следовать правде: «В жизни не бывает такого, чтобы никто не погибал. Под каждого погибающего не подстелишь соломки — такова горькая правда жизни». В одном из писем к читателю Крапивин пояснил, что драматический финал следует из логики развития описанных событий, а не из стремления автора сделать его ярким; благополучная, «розовая» концовка нарушает законы литературы и жизни. Как отмечала Н. Богатырёва, такая позиция указывает на близость Крапивина к идеям и темам А. Гайдара (финал «Военной тайны»).

## Восприятие
По данным редакции «Уральского следопыта» (1985), где печаталась трилогия, произведение вызвало живой читательский интерес, журнал получал множество писем читателей, ожидавших продолжения. По оценке сайта «Лаборатория Фантастики», данной в 2018 году в рубрике «Книга на все времена», трилогия получила признание ещё в советское время и входила в число любимых книг многих школьников позднесоветского периода. Читатели сайта в целом воспринимают книгу положительно, хотя отношение к ней неоднозначное. Оценка романа зависит от времени прочтения: более высокую оценку ставят те, кто прочитал её в детстве; в ином случае отзывы более спокойные, критикуются идеализация героев и авторские самоповторы. По оценке сайта, трилогия до настоящего времени «удерживает славу настоящей фантастики „для ребят и про ребят“». По оценке литературного критика В. Владимирского, роман стал одним из главных открытий среди знаковых произведений советской фантастики, опубликованных в «Уральском следопыте» в 1980-е годы.
На 2015 год трилогия оставалась слабо изученной литературоведами, что объясняется сравнительно небольшим интересом учёных к современной детской литературе. По высказанной в 1985 году оценке литературного критика Р. Арбитмана, фантастические гиперболы нужны автору, чтобы продемонстрировать свою идейную позицию: для Крапивина воспитание подростков включает прививку «духовного иммунитета» от зла, иначе говоря, чувства ответственности «перед собственной совестью, перед окружающими людьми, перед человечеством». В этой концепции воспитание не сводится к ограждению от дурного влияния, а добро — к благим делам. Добро подразумевает бескомпромиссную борьбу со злом. По оценке литературного критика К. Милова (1986), автору удалось совместить глубину философских вопросов и доступную манеру изложения; первая повесть характеризовалась как во многом оригинальная для автора и юношеской фантастики, вторая часть выглядела менее цельной, а в третьей повести Крапивин, по мнению критика, справился со сложной проблемой: соединил времена, место действия и героев. С точки зрения критика, книга имеет антивоенную направленность, а аллегорическое описание нелюдей, способных уничтожить мир ради «высших целей», является «предельно прозрачным».
В 1988 году литературовед М. Липовецкий отмечал, что в основе романа — конфликт детства как естественного состояния свободы с репрессивной авторитарностью, отражающий романтическое противопоставление идеала и действительности. По мнению критика, мир детства, показанный «изнутри», кажется близким, но вместе с тем труднодоступен; оказывается противоречивым и тревожным, в нём «праздник чреват опасностью», а «ласковость оборачивается изощрённым коварством». Герои «Голубятни» одиноки: Гельку, Юрку и Янку объединяет лишь «межгалактическая» борьба с манекенами, которые сами являются отражением одиночества. Столкновение мира детства и диктатуры Тех, которые велят может заканчиваться трагической гибелью героев (несмотря на оптимизм автора), от пуль манекенов или вследствие самопожертвования: так расплачиваются «за сказку. За мечту-игру, ставшую жизнью». Критик считал, что преодоление одиночества и разобщённости достигается не только с помощью сказки, но и через поступок, взятие ответственности; Гелька находит себя, совершая подвиг ради товарища.
В 1988 году произведение вместе с романом «Журавлёнок и молнии» было представлено на соискание Государственной премии СССР. Литературовед А. Марченко в обзоре выдвинутых произведений раскритиковала «фанерные постройки» громадного «образцово-показательного городка», возведённого в «псевдопионерском стиле», с «затеями и аттракционами, с качелями и каруселями». Критик признавала изобретательность и искусность автора, но считала, что о сравнении с повестями А. Приставкина или В. Амлинского не может идти и речи. Эта критика вызвала резкие возражения со стороны кандидата филологических наук В. Рогачёва, который назвал её «бездоказательным и эстетским шельмованием». Рогачёв обратил внимание на фактические ошибки Марченко, связанные с поверхностным восприятием, и счёл её мысли легковесными, а суждения — неразборчивыми. Критик посчитал художественную модель «Голубятни» актуальной в контексте борьбы за преобразования в стране, в условиях, когда опасность от «фашизированной, мафиозной» Нежити оказывается более серьёзной, чем угроза возможного столкновения в космосе с Неведомым. По его мнению, роман не случайно игнорировался застойной критикой, которая увидела в трилогии лишь «мистические преувеличения».
Публицист Е. Савин считал роман своеобразной «узловой точкой на кривой» крапивинского творчества, в котором книга занимает особое положение. Как полагал Савин, писатель предпринял попытку осуществить синтез, создать цельный мир: замысел не был полностью реализован, роман характеризуется мозаичностью, связи между событиями до некоторой степени «завязались сами», а автор не смог их распутать. Савин считал неубедительным соединение третьей части романа с первыми двумя, когда автор пытался связать «все разбежавшиеся линии романа». Перекличка барабанщиков (герои предыдущих книг Крапивина и реальные люди) в финале трилогии не вытекает «изнутри» романа и лишь внешне соединяет разделённые миры. Гибель Гельки в финале земной линии, по мнению критика, является большой нелепостью и также не следует из внутренней логики произведения. Савин предполагал, что образ Гельки с самого начала лишний, он выпадает из системы персонажей, которые связывают трилогию (Юрка, Янка и Глеб). Когда кольцо разрывается, а два мира (Планета и Земля) обретают автономию, Гелька, от лица которого ведётся повествование во второй части, остаётся «центром» мира Земли, что сохраняет «двоемирие». Поэтому автор, избравший Планету, а не Землю, местом сбора героев и центром освобождённого мира, устраняет Гельку и полумистическим образом связывает его с Мальчиком-с-ящеркой. Схожим образом Н. Богатырёва полагала, что Крапивин «запутался в изобретённых им самим пространственно-временных хитростях», поскольку увлёкся приключениями своих героев. Писатель не смог логически обосновать то, что события постоянно повторяются, и в конечном счёте списал все нестыковки сюжета на временно́е кольцо (как, например, разрыв в сорок лет между появлениями на Планете Юрки и Яра, что делает отца и сына ровесниками и др.). Сам Крапивин в 1984 году признавался, что «распутать все загадки и сюжетные ходы…было трудновато», но ссылался на отзывы читателей рукописи, что это в целом удалось.
Д. Байкалов считал, что приключения Яра и его друзей в первой части описаны увлекательно и эмоционально, заставляют сопереживать героям. Первая повесть насыщена летними образами, дарит «солнечное июньское настроение», «радость лета»; даже печальные и трагические события не могут нарушить эту атмосферу. Критик обратил внимание на обречённость Гельки, его судьба вызывает «необъяснимое беспокойство» на протяжении второй части, задолго до трагического финала, который смягчается оптимистической перекличкой барабанщиков. Третья повесть, «Мальчик и ящерка», оценивалась критиком как одно из наиболее трагичных произведений Крапивина. Байкалов отметил, что автор занял более жёсткую моральную позицию относительно врага, который уничтожается не случайно, как ранее, а целенаправленно, ради победы добра — Яр молчаливо соглашается с необходимостью убить Магистра. В. Владимирский писал о «нарочитой непорочности» и «ангельской белизне» героев романа, отмечая, что искусственность схем Крапивина очевидна и читателям-детям. Позднее критик оценил роман как наиболее сложное и цельное фантастическое произведение автора, которому удалось связать разнообразные причудливые сюжеты — от межзвёздных путешествий до революционной романтики, от рациональности до магии. Писатель А. Иванов характеризовал роман как «дивную и мрачную феерию»:

Здесь мальчишки изготовляли порох из белоцвета, чтобы взорвать дорогу через миры, по которой ходил инфернальный поезд «Станция Мост — станция Мост». Здесь юные курсанты поднимали в Крепости безнадёжное восстание и прыгали с башни в пропасть, превращаясь в бессмертных ветерков. Здесь бенгальским огнём друзья зажгли из капель своей крови крохотную искру, оказавшуюся галактикой, а клоун-оборотень замогильно упрашивал мальчика: «Геля Травушкин, подари искорку…»
В романе впервые в творчестве Крапивина возникают идея тождества бесконечно большого и бесконечно малого (искорка) и особый тип героя — мальчик с паранормальными способностями, проникающий в параллельные пространства. Этот герой станет основным для цикла «В глубине Великого Кристалла». Как отмечала Е. Великанова, в романе формулируется гуманистический лейтмотив будущего цикла: каждый человек представляет собой галактику или вселенную, «целый мир чувств, идей». По мнению культуролога Г. Цеплакова, Крапивин угадал многие тренды своего времени, был «абсолютно в тренде» и даже предсказал некоторые тенденции будущего. Так, в сцене на почтамте в конце первой части (опубликованной в 1983 году) Наблюдатель показан как терминатор из фильма Д. Кэмерона, вышедшего годом позже; «монтаж» сцены перекликается с тем, как снята сцена в фильме. Аналогично страшный клоун-манекен из второй части (1984) напоминает клоуна из романа Стивена Кинга «Оно» (1986).

## Пародии
В юмористической повести С. Лукьяненко и Ю. Буркина «Царь, царевич, король, королевич…» (1994) герои попадают в миры разных литературных произведений, включая крапивинские. В конце книги авторы перечисляют «перевёртыши» произведений Крапивина, авторство которых приписывается герою повести Решилову, в том числе «Курятник в зелёном лесу», то есть «Голубятня».

## Издания и адаптации
| Название                    | Год  | Издательство                          | Место издания | Номер | Рубрика             | Страницы | Тираж   | Примечание |
| --------------------------- | ---- | ------------------------------------- | ------------- | ----- | ------------------- | -------- | ------- | ---------- |
| Голубятня на жёлтой поляне  | 1983 | Средне-Уральское книжное издательство | Свердловск    | 3     | Мой друг фантастика | 34—64    | 287 000 | Главы 1—2  |
| Голубятня на жёлтой поляне  | 1983 | Средне-Уральское книжное издательство | Свердловск    | 4     | Мой друг фантастика | 49—67    | 287 000 | Главы 3—5  |
| Голубятня на жёлтой поляне  | 1983 | Средне-Уральское книжное издательство | Свердловск    | 5     | Мой друг фантастика | 33—63    | 287 000 | Главы 5—7  |
| Праздник лета в Старогорске | 1984 | Средне-Уральское книжное издательство | Свердловск    | 1     | Мой друг фантастика | 33—63    | 287 000 | Части 1—2  |
| Праздник лета в Старогорске | 1984 | Средне-Уральское книжное издательство | Свердловск    | 2     | Мой друг фантастика | 36—65    | 287 000 | Части 2—4  |
| Мальчик и ящерка            | 1985 | Средне-Уральское книжное издательство | Свердловск    | 1     | Мой друг фантастика | 33—63    | 307 000 |            |
| Мальчик и ящерка            | 1985 | Средне-Уральское книжное издательство | Свердловск    | 2     | Мой друг фантастика | 33—62    | 305 000 |            |

| Год  | Издательство                              | Место издания   | Серия                                                           | Страницы | Тираж         | Обложка | Примечание                                                          |
| ---- | ----------------------------------------- | --------------- | --------------------------------------------------------------- | -------- | ------------- | ------- | ------------------------------------------------------------------- |
| 1985 | Средне-Уральское книжное издательство     | Свердловск      |                                                                 | 448      | 100 000       | Твёрдая | Посл. С. Казанцева, илл. Е. Стерлиговой                             |
| 1988 | Детская литература                        | Москва          | Библиотека приключений и научной фантастики                     | 448      | 100 000       | Твёрдая | 2-е изд., испр. Предисл. С. Казанцева, илл. Е. Стерлиговой          |
| 1993 | Независимое издательское предприятие «91» | Екатеринбург    | Владислав Крапивин. Собрание сочинений в девяти томах (Том 6—7) | 358—758  | 100 000       | Твёрдая | Илл. П. Крапивина                                                   |
| 1994 | Нижкнига                                  | Нижний Новгород | Владислав Крапивин (Нижкнига)                                   | 153—573  | 50 000        | Твёрдая | Илл. П. Крапивина. В сборнике с трилогией «В ночь большого прилива» |
| 1998 | Центрполиграф                             | Москва          | Классическая библиотека сказочных приключений                   | 509      | 8000          | Твёрдая | Илл. А. Акатьева                                                    |
| 2000 | Центрполиграф                             | Москва          | Владислав Крапивин. Собрание сочинение в 30 томах (книга 5)     | 528      | 10 000        | Твёрдая | Илл. Е. Стерлиговой, оформл. И. Тугайбея, предисл. Д. Байкалова     |
| 2004 | Эксмо                                     | Москва          | Шедевры отечественной фантастики                                | 175—568  | 6000          | Твёрдая | В составе сб. Илл. В. Савватеева, В. Терминатова                    |
| 2005 | Эксмо                                     | Москва          | Владислав Крапивин (Отцы-Основатели: русское пространство)      | 35—450   | 5000 + 11 000 | Твёрдая | В составе сб. Илл. на обложке В. Терминатова                        |
| 2011 | Амфора                                    | СПб.            | Коллекция приключений и фантастики                              | 447      | 11 544        | Твёрдая | Илл. на обложке Е. Стерлиговой                                      |
| 2014 | Издательский Дом Мещерякова               | М.              | БИСС. Крапивин                                                  | 512      | 9900 + 2000   | Твёрдая | Илл. Е. Стерлиговой                                                 |
| 2015 | Амфора                                    | СПб.            | Русская фантастика (Амфора), выпуск № 8                         | 447      | 4000          | Твёрдая | Илл. на обложке Е. Стерлиговой                                      |
| 2017 | Издательский Дом Мещерякова               | М.              | Избранное. Книги Крапивина Владислава Петровича                 | 512      | 5000          | Твёрдая | Илл. Е. Стерлиговой                                                 |
| 2019 | Азбука, Азбука-Аттикус                    | СПб., Москва    | Мир фантастики                                                  | 149—552  | 4000          | Твёрдая | В составе авторского сб. Илл. Е. Стерлиговой и С. Григорьева        |
| 2019 | Азбука, Азбука-Аттикус                    | СПб., Москва    | Азбука-фантастика                                               | 576      | 4000          | Мягкая  | Илл. на обложке Е. Стерлиговой                                      |
| 2021 | ИД «Сократ»                               | Екатеринбург    |                                                                 | 512      |               | Твёрдая | Илл. Е. Стерлиговой                                                 |

| Год  | Название                   | Издательство          | Место издания | Язык        | Переводчик           | Примечание |
| ---- | -------------------------- | --------------------- | ------------- | ----------- | -------------------- | --- |
| 1990 | Pátý do party              | Lidové nakladatelství | Praha         | чешский     | J. Týč               | Голубятня в Орехове, перевод названия трилогии «Vlak do stanice Nekonečno»                                          |
| 1990 | Ztracený vlak              | Lidové nakladatelství | Praha         | чешский     | J. Týč               | Праздник лета в Старогорске, перевод названия трилогии «Vlak do stanice Nekonečno». Илл. L. Lojdová, J. Jiskra      |
| 1990 | Zase spolu                 | Lidové nakladatelství | Praha         | чешский     | J. Týč               | Мальчик и ящерка, перевод названия трилогии «Vlak do stanice Nekonečno»                                             |
| 2006 | Le Pigeonnier de Villenoix | Delahaye              |               | французский | F. Doillon, T. Palma | Голубятня в Орехове, перевод названия трилогии «Le pigeonnier dans la clairière jaune». Илл. Е. Стерлиговой         |
| 2008 | L'étincelle vivante        | Delahaye              |               | французский | F. Doillon, T. Palma | Праздник лета в Старогорске, перевод названия трилогии «Le pigeonnier dans la clairière jaune». Илл. Е. Стерлиговой |
| 2011 | Le garçon et le lézard     | Delahaye              |               | французский | F. Doillon, T. Palma | Мальчик и ящерка, перевод названия трилогии «Le pigeonnier dans la clairière jaune». Илл. Е. Стерлиговой            |

| Год  | Название                                                      | Издательство | Место издания | Серия      | Продолжительность | Примечание                         |
| ---- | ------------------------------------------------------------- | ------------ | ------------- | ---------- | ----------------- | ---------------------------------- |
| 2007 | Голубятня на жёлтой поляне. Часть первая. Голубятня в Орехове | 1С-Паблишинг | Москва        | Аудиокниги | 6 ч. 47 мин.      | Монолог. Текст читает В. Максимов. |
| 2008 | Голубятня на жёлтой поляне. Часть третья. Мальчик и ящерка    | 1С-Паблишинг | Москва        | Аудиокниги | 5 ч. 3 мин.       | Монолог. Текст читает В. Максимов. |
| 2012 | Голубятня на жёлтой поляне (роман-трилогия)                   | 1С-Паблишинг | Москва        | Аудиокниги | 17 ч. 16 мин.     | Монолог. Текст читает В. Максимов. |

## Комментарии
1. ↑  Как и других прибрежных городов в произведениях Крапивина[66].
2. ↑  Один из ведущих сайтов рунета о фантастике, задача которого — полная библиография фантастической литературы. Его рейтинги, составленные по итогам голосований читателей, позволяют оценить популярность того или иного автора[139].
3. ↑  Детский мячик, способный уничтожить неуязвимых манекенов и др.[121]
4. ↑  Псевдоним литературного критика, переводчика, кандидата филологических наук Н. М. Коптюг.